# Liste der Bodendenkmäler in Heiligenstadt in Oberfranken
Auf dieser Seite sind die Bodendenkmäler in dem oberfränkischen Markt Heiligenstadt in Oberfranken zusammengestellt. Diese Tabelle ist eine Teilliste der Liste der Bodendenkmäler in Bayern. Grundlage ist die Bayerische Denkmalliste, die auf Basis des Bayerischen Denkmalschutzgesetzes vom 1. Oktober 1973 erstmals erstellt wurde und seither durch das Bayerische Landesamt für Denkmalpflege geführt wird. Die folgenden Angaben ersetzen nicht die rechtsverbindliche Auskunft der Denkmalschutzbehörde.

## Bodendenkmäler in Heiligenstadt in Oberfranken
| Lage       | Objekt | Akten-Nr.     | Bild |
| ---------- | --- | ------------- | ---- |
| (Standort) | Verebnete Grabhügel vorgeschichtlicher Zeitstellung, darin Bestattungen | D-4-6032-0076 |      |
| (Standort) | Siedlung vorgeschichtlicher Zeitstellung. | D-4-6032-0098 |      |
| (Standort) | Wüstung des Mittelalters und der frühen Neuzeit. | D-4-6032-0101 |      |
| (Standort) | Hallstattzeitliche Grabhügel mit tw. verebneten Grabhügeln sowie Bestattungen | D-4-6032-0102 |      |
| (Standort) | Mittelalterlicher Burgstall. | D-4-6032-0103 |      |
| (Standort) | Siedlung der Linearbandkeramik. | D-4-6032-0104 |      |
| (Standort) | Siedlung der Linearbandkeramik. | D-4-6032-0105 |      |
| (Standort) | Neolithische Siedlung. | D-4-6032-0106 |      |
| (Standort) | Grabhügel vorgeschichtlicher Zeitstellung und Siedlung der frühen Latènezeit. | D-4-6032-0108 |      |
| (Standort) | Grabhügel vorgeschichtlicher Zeitstellung. | D-4-6032-0110 |      |
| (Standort) | Grabhügel vorgeschichtlicher Zeitstellung. | D-4-6032-0117 |      |
| (Standort) | Grabhügel vorgeschichtlicher Zeitstellung. | D-4-6032-0118 |      |
| (Standort) | Siedlung des Frühmittelalters. | D-4-6032-0146 |      |
| (Standort) | Untertägige Bauteile der mittelalterlichen und frühneuzeitlichen Kath. Filialkirche | D-4-6032-0202 |      |
| (Standort) | Archäologische Befunde im Bereich der mittelalterlichen und frühneuzeitlichen Kath. Kirche | D-4-6032-0281 |      |
| (Standort) | Burgstall des Mittelalters. | D-4-6032-0311 |      |
| (Standort) | Grabhügel vorgeschichtlicher Zeitstellung. | D-4-6132-0016 |      |
| (Standort) | Karolingisch-ottonische Reihengräber. | D-4-6132-0018 |      |
| (Standort) | Vorgeschichtliche Siedlung. | D-4-6132-0021 |      |
| (Standort) | Siedlung der Bronzezeit, der Urnenfelderzeit, der Hallstattzeit und der Spätlatènezeit. | D-4-6132-0028 |      |
| (Standort) | Grabhügel vorgeschichtlicher Zeitstellung. | D-4-6132-0029 |      |
| (Standort) | Abschnittsbefestigung vorgeschichtlicher Zeitstellung oder des frühen Mittelalters. | D-4-6132-0030 |      |
| (Standort) | Siedlung der späten Hallstatt- und der frühen Latènezeit sowie spätmittelalterliche Befunde | D-4-6132-0033 |      |
| (Standort) | Höhensiedlung der Urnenfelderzeit, der Hallstattzeit und der frühen Latènezeit | D-4-6132-0035 |      |
| (Standort) | Mittelalterlicher Turmhügel. | D-4-6132-0045 |      |
| (Standort) | Höhensiedlung vorgeschichtlicher Zeitstellung sowie mehrteilige Ringwallanlage | D-4-6132-0052 |      |
| (Standort) | Siedlung und Verhüttungsplatz vorgeschichtlicher Zeitstellung. | D-4-6132-0053 |      |
| (Standort) | Siedlung der späten Hallstattzeit und der Latènezeit sowie Verhüttungsplatz vor- und frühgeschichtlicher Zeit | D-4-6132-0057 |      |
| (Standort) | Verebnete vorgeschichtliche Grabhügel. | D-4-6132-0058 |      |
| (Standort) | Spätlatènezeitliche Siedlung sowie vermutlich spätlatènezeitlicher Verhüttungsplatz. | D-4-6132-0060 |      |
| (Standort) | Neolithische Siedlung. | D-4-6132-0065 |      |
| (Standort) | Grabhügel vorgeschichtlicher Zeitstellung. | D-4-6132-0067 |      |
| (Standort) | Mittelalterlicher Burgstall. | D-4-6132-0068 |      |
| (Standort) | Höhensiedlung mit Funden des Spätneolithikums, der Hallstattzeit | D-4-6132-0069 |      |
| (Standort) | Verebnete Grabhügel vorgeschichtlicher Zeitstellung. | D-4-6132-0134 |      |
| (Standort) | Freilandstation des Mesolithikums. | D-4-6132-0139 |      |
| (Standort) | Siedlung des Neolithikums. | D-4-6132-0142 |      |
| (Standort) | Siedlung der Urnenfelderzeit. | D-4-6132-0149 |      |
| (Standort) | Vorgeschichtliche Siedlung und Siedlung der Linearbandkeramik. | D-4-6132-0167 |      |
| (Standort) | Verhüttungsplatz vor- und frühgeschichtlicher oder mittelalterlicher Zeitstellung. | D-4-6132-0176 |      |
| (Standort) | Siedlung des Neolithikums. | D-4-6132-0185 |      |
| (Standort) | Siedlung vor- und frühgeschichtlicher Zeitstellung. | D-4-6132-0202 |      |
| (Standort) | Siedlung der Urnenfelderzeit und der jüngeren Latènezeit. | D-4-6132-0243 |      |
| (Standort) | Siedlung des späten Neolithikums. | D-4-6132-0253 |      |
| (Standort) | Gräber der Hallstattzeit. | D-4-6132-0254 |      |
| (Standort) | Freilandstation des Paläolithikums, Siedlung der Linearbandkeramik, Siedlung | D-4-6132-0265 |      |
| (Standort) | Mehrphasiger Herrensitz des hohen und späten Mittelalters und der frühen Neuzeit mit Turmhügel, ebenerdigem Ansitz, Ökonomie und späterem Amtshaus bzw. Schloss sowie im 18. Jahrhundert errichtetem ehem. Franziskanerhospitz mit Kath. Pfarrkirche St. Trinitas | D-4-6132-0306 |      |
| (Standort) | Archäologische Befunde im Bereich der mittelalterlichen und frühneuzeitlichen Kath. Filialkirche St. Jakobus von Teuchatz mit mittelalterlichem Vorgänger sowie Körpergräbern im umwehrten Friedhof                                                               | D-4-6132-0314 |      |
| (Standort) | Archäologische Befunde im Bereich der frühneuzeitlichen Feldkapelle bei Teuchatz. | D-4-6132-0316 |      |
| (Standort) | Archäologische Befunde im Bereich der mittelalterlichen und spätneuzeitlichen Kath. Kirche | D-4-6132-0317 |      |
| (Standort) | Untertägige Bauteile der spätmittelalterlichen, in der frühen Neuzeit umgebauten Evang. Kirche | D-4-6133-0001 |      |
| (Standort) | Grabhügel vorgeschichtlicher Zeitstellung. | D-4-6133-0002 |      |
| (Standort) | Archäologische Befunde des Mittelalters und der frühen Neuzeit im Bereich der Evang. Kirche | D-4-6133-0005 |      |
| (Standort) | Grabhügel der späten Hallstattzeit. | D-4-6133-0009 |      |
| (Standort) | Grabhügel vorgeschichtlicher Zeitstellung. | D-4-6133-0010 |      |
| (Standort) | Grabhügel vorgeschichtlicher Zeitstellung. | D-4-6133-0011 |      |
| (Standort) | Grabhügel vorgeschichtlicher Zeitstellung. | D-4-6133-0012 |      |
| (Standort) | Frühlatènezeitliche oder mittelalterliche Bestattungen. | D-4-6133-0013 |      |
| (Standort) | Höhensiedlung des Endneolithikums und Burgstall des Mittelalters. | D-4-6133-0014 |      |
| (Standort) | Freilandstation des Mesolithikums. | D-4-6133-0017 |      |
| (Standort) | Siedlung des Neolithikums. | D-4-6133-0019 |      |
| (Standort) | Neolithische Siedlung. | D-4-6133-0020 |      |
| (Standort) | Grabhügel vorgeschichtlicher Zeitstellung. | D-4-6133-0021 |      |
| (Standort) | Grabhügel mit frühlatènezeitlichen Bestattungen. | D-4-6133-0023 |      |
| (Standort) | Spätmittelalterlicher Burgstall. | D-4-6133-0024 |      |
| (Standort) | Höhle mit Funden der Bronze- oder Urnenfelder und der Hallstattzeit. | D-4-6133-0025 |      |
| (Standort) | Höhle mit Funden der Urnenfelder- und Frühlatènezeit sowie des Mittelalters. | D-4-6133-0026 |      |
| (Standort) | Grabhügel vorgeschichtlicher Zeitstellung, daraus Funde der Bronzezeit, der Hallstattzeit | D-4-6133-0028 |      |
| (Standort) | Grabhügel vorgeschichtlicher Zeitstellung. | D-4-6133-0029 |      |
| (Standort) | Bestattungsplatz mit verebneten Grabhügeln vorgeschichtlicher Zeitstellung. | D-4-6133-0177 |      |
| (Standort) | Grabhügel vorgeschichtlicher Zeitstellung. | D-4-6133-0178 |      |
| (Standort) | Grabhügel vorgeschichtlicher Zeitstellung. | D-4-6133-0179 |      |
| (Standort) | Grabhügel vorgeschichtlicher Zeitstellung. | D-4-6133-0180 |      |
| (Standort) | Grabhügel vorgeschichtlicher Zeitstellung. | D-4-6133-0181 |      |
| (Standort) | Grabhügel vorgeschichtlicher Zeitstellung. | D-4-6133-0182 |      |
| (Standort) | Grabhügel vorgeschichtlicher Zeitstellung. | D-4-6133-0183 |      |
| (Standort) | Grabhügel vorgeschichtlicher Zeitstellung. | D-4-6133-0184 |      |
| (Standort) | Grabhügel vorgeschichtlicher Zeitstellung. | D-4-6133-0185 |      |
| (Standort) | Bestattungsplatz mit verebneten Grabhügeln vorgeschichtlicher Zeitstellung. | D-4-6133-0186 |      |
| (Standort) | Höhle mit Funden der frühen Latènezeit. | D-4-6133-0194 |      |
| (Standort) | Siedlung des Neolithikums und der Latènezeit sowie Wüstung des Früh- und Hochmittelalters | D-4-6133-0212 |      |
| (Standort) | Siedlung vor- und frühgeschichtlicher Zeitstellung. | D-4-6133-0220 |      |
| (Standort) | Grabhügel vorgeschichtlicher Zeitstellung. | D-4-6133-0229 |      |
| (Standort) | Höhle mit Nutzungshorizonten des Jungpaläolithikums. | D-4-6133-0272 |      |
| (Standort) | Archäologische Befunde im Bereich des neuzeitlichen jüdischen Friedhofs bei Heiligenstadt | D-4-6133-0301 |      |
| (Standort) | Archäologische Befunde im Bereich der mittelalterlichen Burg | D-4-6133-0309 |      |
| (Standort) | Archäologische Befunde im Bereich der frühneuzeitlichen Gartenanlage vom Schloss | D-4-6133-0318 |      |